# Thiago de Mello
Amadeu Thiago de Mello (Barreirinha, 30 de março de 1926 — Manaus, 14 de janeiro de 2022) foi um poeta, jornalista e tradutor brasileiro. Foi considerado um dos poetas mais influentes e respeitados no país, reconhecido como um ícone da literatura regional.

## Biografia
Amadeu Thiago de Mello nasceu em Barreirinha, no Amazonas, em 1926. Após concluir seus estudos iniciais em escolas amazonenses, ingressou na graduação em medicina na Faculdade Nacional de Medicina no Rio de Janeiro, mas abandonou o curso na metade, ingressando na diplomacia na década de 1950. Foi adido cultural na Bolívia e no Chile, mas teve sua carreira interrompida pelo golpe de 1964. Durante a ditadura (1964-1985) foi preso e depois se exilou no Chile, onde encontrou Pablo Neruda, um amigo e colaborador. Foi também no Chile que desenvolveu amizade com o patrono da educação brasileira Paulo Freire, que marcou sua atividade literária e influenciou sua obra.
No exílio, também morou na Argentina, Portugal, França e Alemanha. Com o fim do regime militar, voltou à sua cidade natal e depois se mudou para Manaus, onde viveu até sua morte.
Seu poema mais conhecido é Os Estatutos do Homem, onde o poeta chama a atenção do leitor para os valores simples da natureza humana. A preservação da Amazônia era tema presente em sua obra. A sua poesia escrita foi Poesia Comprometida com a Minha e a Tua Vida que lhe rendeu, em 1975, ainda durante o regime militar, um prêmio concedido pela Associação Paulista dos Críticos de Arte e o tornou conhecido internacionalmente como um intelectual engajado na luta pelos Direitos Humanos.
Foi membro da Academia Amazonense de Letras, na cadeira nº 29, eleito em 20 de janeiro de 1955, na sucessão de Vivaldo Lima, e recebido em 15 de março de 1956, pelo acadêmico Djalma Batista.
Em homenagem aos seus 80 anos, completados em 2006, foi lançado pela Karmim o CD comemorativo A Criação do Mundo, contendo poemas que o autor produziu nos últimos 56 anos, declamados por ele próprio e musicados por seu irmão mais novo, Gaudêncio. Suas obras foram traduzidas para mais de trinta idiomas.

## Obras

### Poesia
- Silêncio e Palavra, 1951
- Narciso Cego, 1952
- A Lenda da Rosa, 1956
- Os Estatutos do Homem, 1964
- Faz Escuro, mas eu Canto: porque a manhã vai chegar, 1966
- Poesia comprometida com a minha e a tua vida, 1975
- Horóscopo para os que estão Vivos, 1984
- Mormaço na Floresta, 1984
- Vento Geral – Poesia, 1981
- Num Campo de Margaridas, 1986
- De uma Vez por Todas, 1996
- Cantídio, André Provérbios, 1999

### Prosa
- A Estrela da Manhã, 1968
- Arte e Ciência de Empinar Papagaio, 1983
- Manaus, Amor e Memória, 1984
- Amazonas, Pátria da Água, 1991
- Amazônia — A Menina dos Olhos do Mundo, 1992
- O Povo sabe o que Diz, 1993
- Borges na Luz de Borges, 1993
- Vamos Festejar de Novo, 2000